# Estación de MARQ-Castillo (TRAM Alicante)
MARQ-Castillo (anteriormente MARQ) es una estación subterránea del TRAM Metropolitano de Alicante donde prestan servicio las líneas 1, 2, 3 y 4. Está situada junto al inicio de la ladera norte del monte Benacantil, entre los barrios del Pla del Bon Repós y Raval Roig. El nombre lo adquiere por su cercanía al Museo Arqueológico de Alicante (MARQ) y su proximidad al camino de subida hacia el Castillo de Santa Bárbara.

## Localización y características
Se encuentra ubicada bajo la plaza Doctor Mas Magro, en la intersección de las calles Vázquez de Mella, Celia Valls, Canónigo Manuel Penalva y Doña Violante. La estación cuenta con cuatro escaleras mecánicas, así como con un ascensor de gran capacidad. Dispone de tres accesos con dos vestíbulos, un andén central de 80 m de longitud y dos vías. Se comunica con la contigua estación de Mercado por un trayecto subterráneo de 738 m de longitud. Los accesos están en las calles Celia Valls y Doña Violante, a través de una plaza a cielo abierto, y en el otro extremo, en el lado Benacantil de la calle Vázquez de Mella, a través de una plaza ajardinada.

## Líneas y conexiones

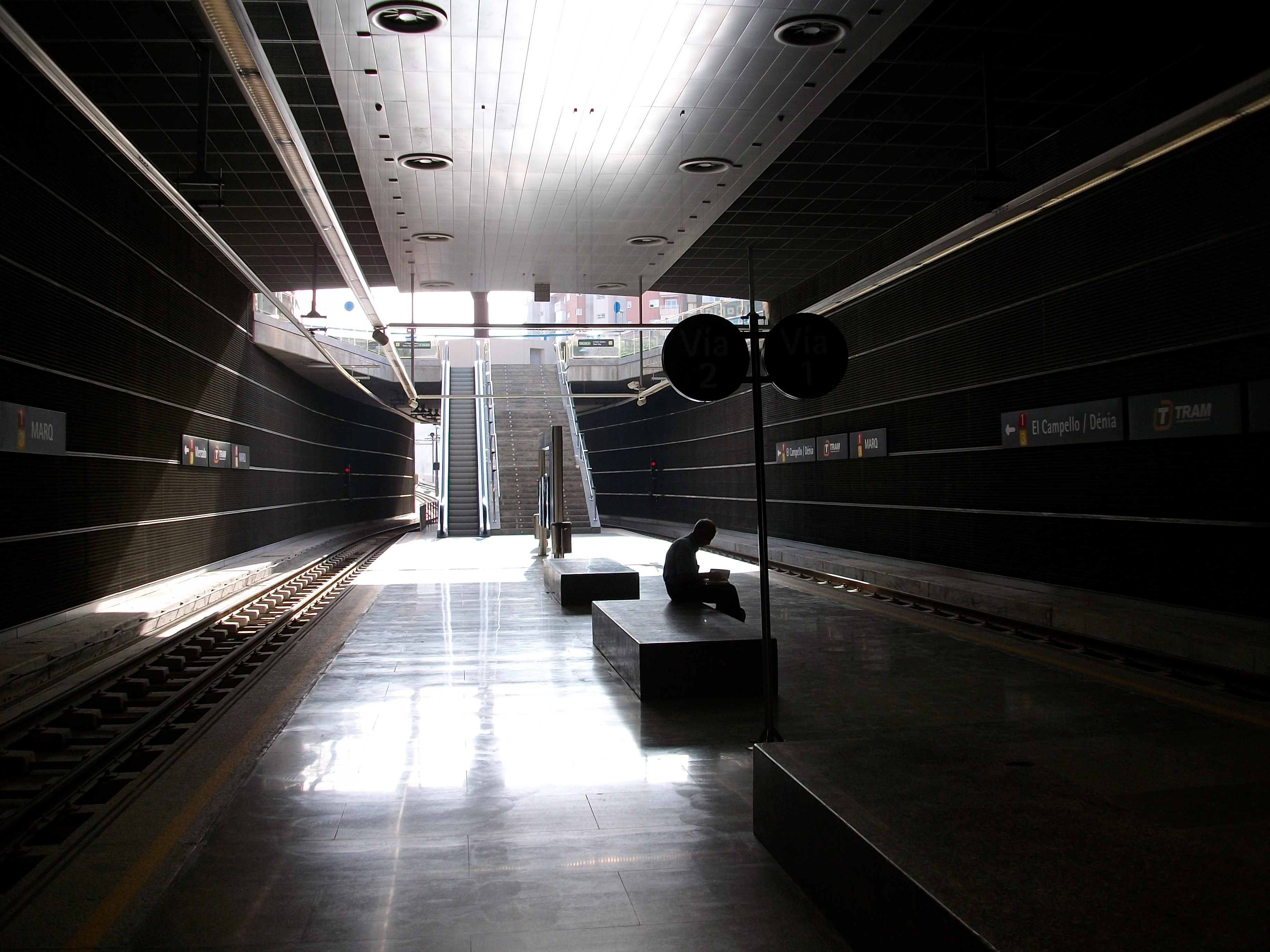
Andenes de la estación

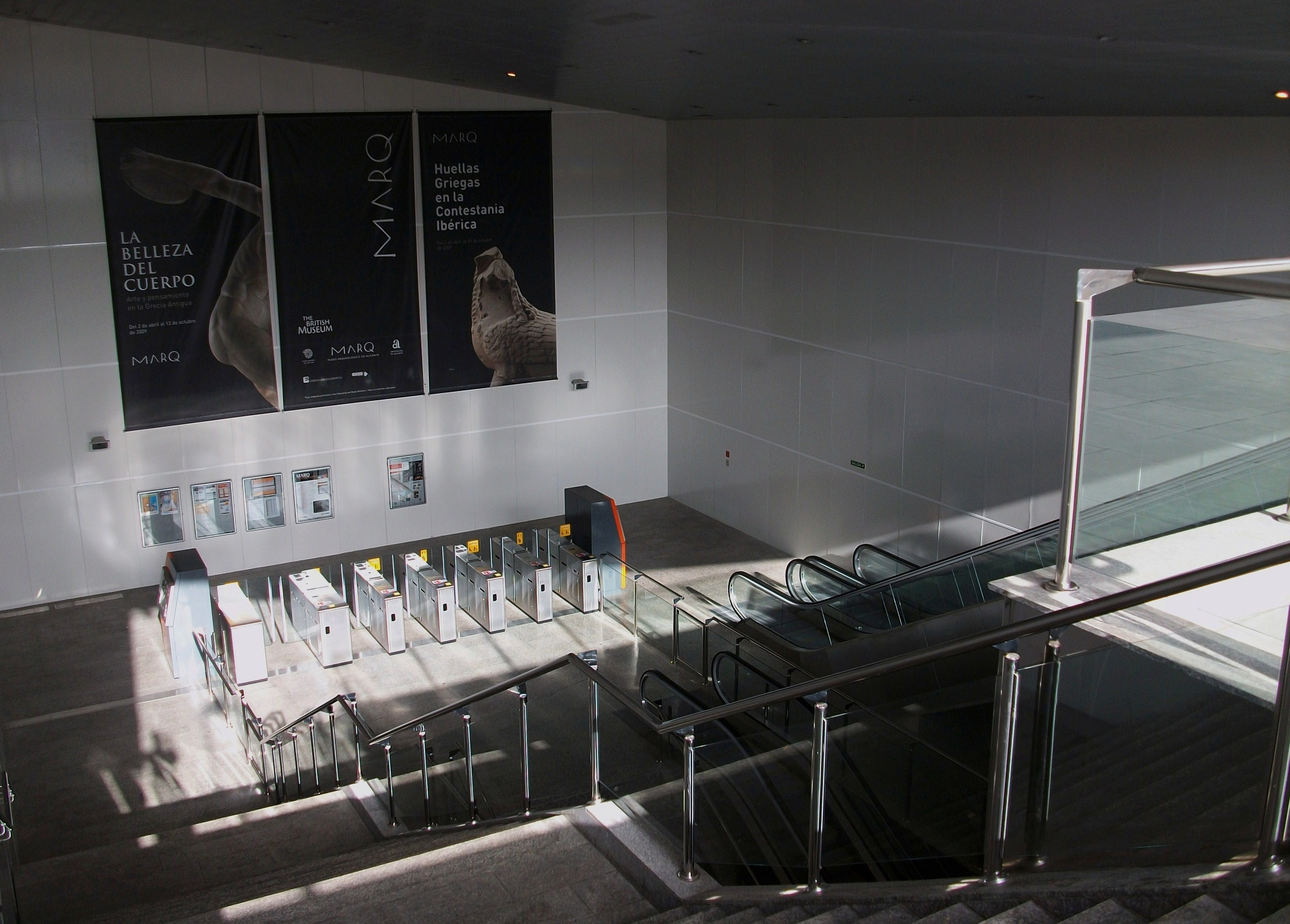
Bajada a la estación

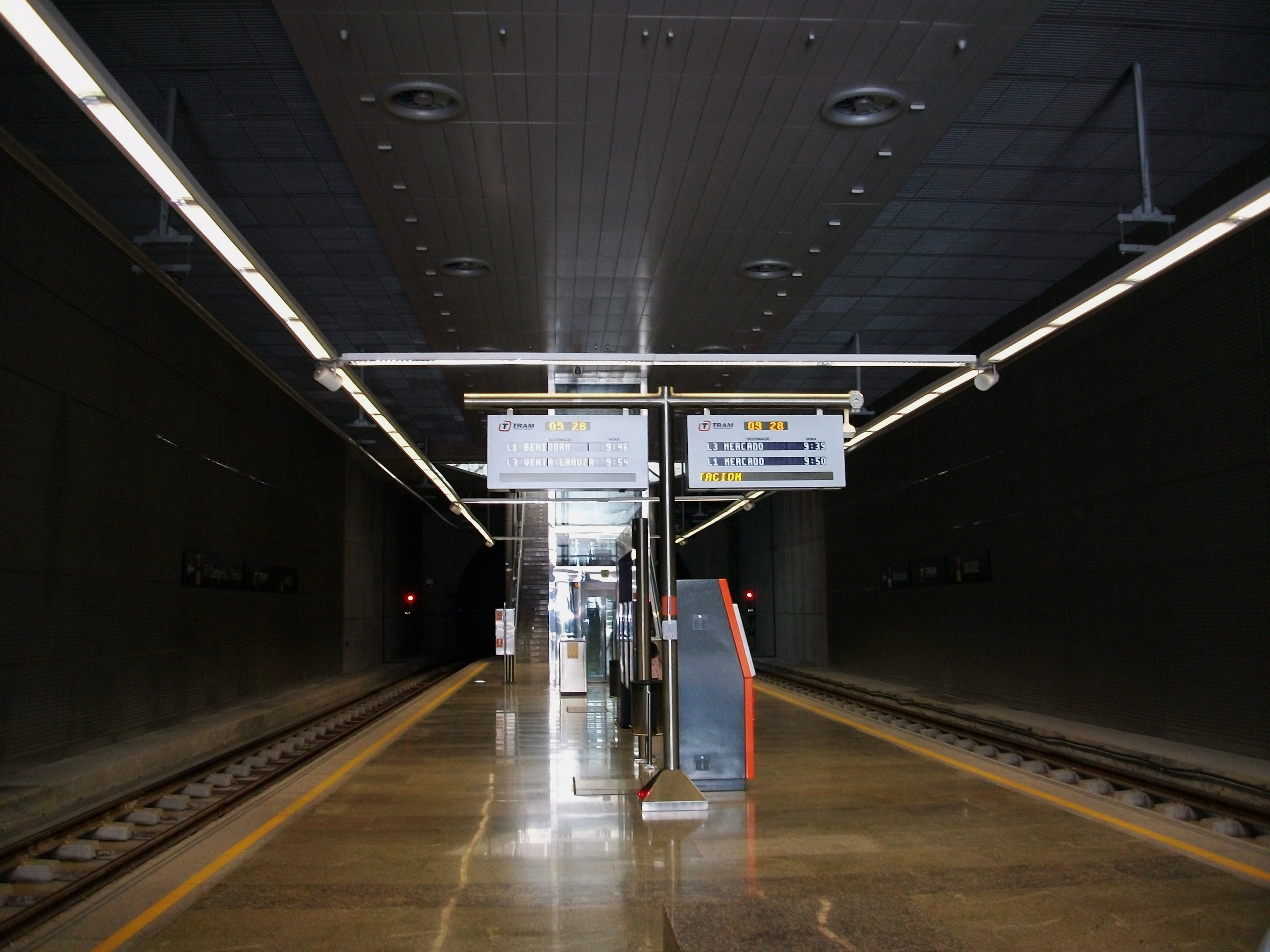
Andenes de la estación

| << Cabecera | < Estación | Línea | Estación >            | Cabecera >>             |
| ----------- | ---------- | ----- | --------------------- | ----------------------- |
| Luceros     | Mercado    |       | Sangueta              | Benidorm                |
| Luceros     | Mercado    |       | La Goteta-Plaza Mar 2 | Sant Vicent del Raspeig |
| Luceros     | Mercado    |       | Sangueta              | El Campello             |
| Luceros     | Mercado    |       | Sangueta              | Plaza de La Coruña      |

## Evolución del tráfico
MARQ-Castillo es una estación muy transitada al ser usada habitualmente para realizar el trasbordo desde las líneas 1, 3 y 4 hacia la línea 2 y viceversa.
| Año       | 2007*   | 2008    | 2009 | 2010    | 2011    | 2012    | 2013    | 2014    | 2015    | 2016    | 2017    | 2018    | 2019    | 2020    | 2021    | 2022    |
| --------- | ------- | ------- | ---- | ------- | ------- | ------- | ------- | ------- | ------- | ------- | ------- | ------- | ------- | ------- | ------- | ------- |
| Pasajeros | 154.251 | 203.000 | (**) | 268.000 | 320.884 | 325.807 | 340.055 | 376.308 | 385.754 | 402.007 | 469.143 | 517.928 | 550.345 | 320.058 | 437.491 | 652.776 |

(*) En el año 2007 los datos son a partir de la fecha de inauguración, 10 de mayo.
(**) Sin datos